# Сестра Керри (фильм)
«Сестра Керри» (англ. Carrie) — кинофильм режиссёра Уильяма Уайлера, вышедший на экраны в 1952 году. Экранизация одноимённого романа Теодора Драйзера.

## Сюжет
Молодая провинциалка Керри Мибер приезжает в Чикаго и устраивается работать на швейную фабрику. После небольшого несчастного случая её увольняют. Семья сестры, которая сама едва сводит концы с концами, не может её содержать. Случайно Керри встречает коммивояжёра Чарльза Друэ, с которым познакомилась в поезде и который предлагает ей пожить у него. Так девушка становится его сожительницей, однако это положение не устраивает её по моральным причинам. Однажды Чарльз приводит домой своего знакомого Джорджа Хёрствуда — уже немолодого метрдотеля престижного ресторана Фицджеральда. Когда мистер Друэ отправляется в очередную командировку, Керри и Джордж продолжают общаться. Постепенно между ними начинаются романтические отношения…

## В ролях
- Лоренс Оливье — Джордж Хёрствуд
- Дженнифер Джонс — Керри Мибер
- Мириам Хопкинс — Джули Хёрствуд, жена Джорджа
- Эдди Альберт — Чарльз Друэ
- Бэзил Руисдейл — мистер Фицджеральд
- Рэй Тил — Аллен
- Барри Келли — Слоусон
- Сара Бернер — миссис Орански
- Уильям Рейнольдс — Джордж Хёрствуд младший, сын Джорджа
- Мэри Мёрфи — Джессика Хёрствуд, дочь Джорджа
- Уолтер Болдуин — отец Керри
- Дороти Адамс — мать Керри
- Чарльз Хэлтон — бригадир завода

## Награды и номинации
- 1952 — участие в основной конкурсной программе Венецианского кинофестиваля.
- 1953 — две номинации на премию «Оскар» за лучшую работу художника-постановщика и декоратора (Роланд Андерсон, Хэл Перейра, Эмиль Кури) и за лучший дизайн костюмов (Эдит Хэд).
- 1953 — две номинации на премию BAFTA в категориях «лучший фильм» и «лучший британский актёр» (Лоренс Оливье).